# Iliyan Stefanov
Iliyan Stefanov (Sofía, 20 de septiembre de 1998) es un futbolista búlgaro que juega en la demarcación de centrocampista para el PFC Slavia Sofia de la Liga Bulgaria A PFG.

## Selección nacional
Tras jugar en varias categorías inferiores de la selección, finalmente hizo su debut con la selección de fútbol de Bulgaria en un partido de la Liga de Naciones de la UEFA 2022-23 contra Macedonia del Norte que finalizó con un resultado de empate a uno tras el gol de Kiril Despodov para Bulgaria, y de Milan Ristovski para Macedonia del Norte.

### Goles internacionales
| # | Fecha                    | Estadio                             | Oponente  | Gol | Resultado | Competición                         |
| - | ------------------------ | ----------------------------------- | --------- | --- | --------- | ----------------------------------- |
| 1 | 5 de junio de 2022       | Ludogorets Arena, Razgrad, Bulgaria | Georgia   | 2–5 | 2-5       | Liga de Naciones de la UEFA 2022-23 |
| 2 | 23 de septiembre de 2022 | Ludogorets Arena, Razgrad, Bulgaria | Gibraltar | 4–1 | 5-1       | Liga de Naciones de la UEFA 2022-23 |

## Clubes
| Club                   | País     | Año       | Partidos | Goles |
| ---------------------- | -------- | --------- | -------- | ----- |
| AC Gozzano             | Italia   | 2016-2017 | 7        | 0     |
| Lokomotiv Sofía        | Bulgaria | 2017-2020 | 52       | 9     |
| PFC Beroe Stara Zagora | Bulgaria | 2021-2022 | 25       | 0     |
| PFC Levski Sofia       | Bulgaria | 2022-2025 | 76       | 13    |
| PFC Slavia Sofia       | Bulgaria | 2025-     |          |       |

## Palmarés

### Títulos nacionales
| Título           | Club             | País     | Año  |
| ---------------- | ---------------- | -------- | ---- |
| Copa de Bulgaria | PFC Levski Sofia | Bulgaria | 2022 |